# Thierry Vernet
Thierry Vernet (* 12. Februar 1927 in Le Grand-Saconnex; † 1. Oktober 1993 in Paris) war ein Schweizer Maler, Zeichner, Kupferstecher, Illustrator und Bühnenbildner.

## Leben und Werk
Thierry Vernet entstammte aus einem bürgerlichen Haus und wollte schon in seiner Schulzeit Maler werden. In Genf absolvierte er zwischen 1945 und 1950 eine Lehre beim Dekorateur und Künstler Jean Plojoux. Zudem war er ein Schüler des Malers Charles Fontanez (1906–1979) sowie des Malers, Zeichners und Graveurs Xavier Fiala (1910–1973). Vernet war zudem Mitglied der Westschweizer Graveure, Groupe Tailles et Morsures.
Zusammen mit Fiala konnte Vernet zum ersten Mal 1949 seine Werke in der Galerie Motta ausstellen. Zudem begann er für das Théâtre de la Comédie in Genf zu arbeiten und war mit dem Musiker Robert Dunand (1928–1991) befreundet.
Von 1949 bis 1950 hielt sich Vernet zusammen mit Nicolas Bouvier, mit dem ihn zeitlebens eine enge Freundschaft verband, in Algerien auf. 1952 lernte er seine zukünftige Frau, die aus Genf stammende Malerin und spätere Restauratorin Floristella Stephani (1930–2007), kennen.
1953 reiste er mit dem Zug über Belgrad in die Sozialistische Föderative Republik Jugoslawien, wo er sich im Juli mit Nicolas Bouvier traf. Zusammen unternahmen sie eine mehrmonatige Reise, die sie in die Türkei, den Iran, nach Pakistan und schliesslich nach Kabul führte. Von dort flog Vernet am 20. Oktober 1954 nach Sri Lanka, wo er seine Verlobte traf. Das Paar hielt sich bis Mai 1955 auf der Insel auf und heiratete auch dort. Nicolas Bouvier reiste mit dem Auto alleine weiter nach Indien und traf 1955 in Sri Lanka ein.
Wieder in der Schweiz zog das Künstlerehepaar für zwei Jahre nach Nyon, wo es ein kleines Haus am Genfersee bezog. Verschiedentlich stellten die beiden ihre Werke gemeinsam aus. Vernet erhielt 1956 und 1957 ein Eidgenössisches Kunststipendium. In dieser Zeit hielt er sich mehrere Male in Paris auf und nahm im Dezember 1957 an einer Gruppenausstellung in der Galerie Creuze teil.
Ab 1958 lebte das Künstlerehepaar in Paris, wo es sich u. a. mit Józef Czapski befreundete. 1963 schuf Vernet für das Theater Célestine in Lyon das Bühnenbild zu Die gelehrten Frauen (Originaltitel: Les Femmes savantes) von Molière. Zudem erwachte in ihm die Leidenschaft für Astrologie. In der Folge wurde er 1966 als Martinist eingeweiht und blieb bis 1979 Mitglied.
Vernet gewann 1969 den Wettbewerb des Grand Théâtre de Genève für seine Lulu von Alban Berg und 1970 den ersten Preis für Theaterdekoration der Stadt Genf.
Im September 1970 beendete Vernet als Chefdesigner die Zusammenarbeit mit der Comédie de Genève, um bei Sarah Ventura an der Genfer Kammeroper zu arbeiten. Später wurde er für das von Alain Recoing (1924–2013) gegründete Théâtre aux mains nues in Paris tätig.
Vernet erhielt 1976 die Beaumarchais-Medaille der Society of Authors and Composers. 1978 lernte er den aus dem Freiburg stammenden Theaterautor Jean Winiger (* 1945) kennen.
1989 stellte er Werke in der Galerie Plexus in Chexbres aus. 1992 fand in Paris im ehemaligen Hôtel Poussepin und im  1985 eröffneten Schweizer Kulturzentrum eine Ausstellung mit Vernets und Nicolas Bouvier Werken statt.
Nach Vernets Tod kümmerte sich seine Frau um den künstlerischen Nachlass. Das Ehepaar fand seine letzte Ruhestätte auf dem Cimetière parisien de Pantin in Paris.